# Schloßstraße 4 (Bonn)
Das Gebäude Schloßstraße 4 im Bonner Ortsteil Südstadt ist ein Wohnhaus, das 1905 errichtet wurde. Es steht einschließlich zweier zugehöriger Gartenhäuser, davon eines aus dem Jahre 1904, als Baudenkmal unter Denkmalschutz.

## Geschichte
Das Wohnhaus entstand für den Bauherrn Jakob Ritzdorff, einen Kaufmann, nach Plänen des Architekten Friedrich Giehl als eines der späteren Bauten an der Schloßstraße. Bereits ein Jahr vor Errichtung des straßenseitigen Gebäudes wurde auf einen Bauantrag Ritzdorffs vom 24. August 1904 hin auf dem rückwärtigen Teil des Grundstücks ein Gartenhaus in Form eines Pavillons erbaut, das im Bauantrag für das Wohnhaus von 1905 als Schuppen bezeichnet wurde. Der Bau eines weiteren, kleineren Gartenhauses erfolgte im Zuge des Neubaus des Wohnhauses oder wenig später.
Nachdem Bonn 1949 Regierungssitz der Bundesrepublik Deutschland geworden war, richtete das Königreich Spanien 1950 in dem Gebäude die Kanzlei seiner zuvor in Frankfurt am Main beheimateten diplomatischen Mission ein, deren zunächst als Generalkonsul firmierender Leiter bis zur Anmietung einer eigenen Residenz in Bad Godesberg (Am Kurpark 7) im Jahr darauf auch dort wohnhaft war. Ebenfalls 1951 erhielt die Mission den Status einer Botschaft, das Haus Schloßstraße 4 wurde somit zum historisch ersten Standort der spanischen Botschaft in der Bundesrepublik Deutschland. Im Mai 1967 wurde ein Bombenanschlag auf das Gebäude verübt. Es blieb während der Nutzung als Botschaftsgebäude in Privatbesitz und wurde von Spanien nur angemietet. Zuletzt (Stand: 1995) waren hier neben der Kanzlei auch die Finanzabteilung und die Presseabteilung der Botschaft untergebracht, während die anderen Abteilungen über das Stadtgebiet verteilt waren. 1999 zog die spanische Botschaft im Zuge der Verlegung des Regierungssitzes nach Berlin dorthin um (→ Spanische Botschaft in Berlin). Das Gebäude wird heute als Wohn- und Bürohaus genutzt.
Die Eintragung des Wohnhauses einschließlich des Vorgartens mit Einfriedung in die Denkmalliste der Stadt Bonn erfolgte am 27. Januar 1993. Die beiden zugehörigen Gartenhäuser wurden nachträglich als Teil des Denkmals unter Schutz gestellt. Sie sind als zwei von nur noch äußerst wenigen Gebäuden ihrer Art in der Bonner Südstadt erhalten.

## Architektur
Das Wohnhaus ist ein dreigeschossiger Putzbau mit Souterrain und viergeschossigen, als Seitenrisalite vorgezogenen Außenachsen, die in den Obergeschossen durch Balkone verbunden sind. Der Eingang befindet sich tief zurückliegend in der linken Achse und wird von einem modernisierten geschwungenen Treppenlauf erschlossen. Das Erdgeschoss besitzt eine aufgeputzte Bandquaderung. Die Stuckreliefs zeigen unter anderem das Wappen der Stadt Bonn, einen Fischer sowie als allegorische Darstellungen für Rhein und Mosel den Vater Rhein mit dem Dreizack Neptuns und eine Flussgöttin. Der Grundriss des Gebäudes hat sich in allen Geschossen weitgehend im ursprünglichen Zustand erhalten. Das Anwesen verfügt über eine Vorgartenzone mit einer ebenfalls originalen schmiedeeisernen Einfriedung.
Das größere Gartenhaus von 1904 ist eine zweiseitig offene, im Winkel von zwei hohen Grundstückstrennwänden in Form eines Pavillons (→ Gartenpavillon) errichtete Betonkonstruktion. Die Wandflächen sind mit Rauputz versehen, die Pfeiler ohne zusätzliche Verzierung ebenfalls verputzt und der Dachrand ist leicht profiliert. Das später errichtete und kleinere Gartenhaus, ebenfalls ein als Betonkonstruktion ausgeführter Pavillon, lehnt sich an eine Gartenmauer an und ist dreiseitig offen auf quadratischem Grundriss mit Flachdach und vier verputzten Pfeilern errichtet. Die Ornamentik orientiert sich an der des Wohnhauses.

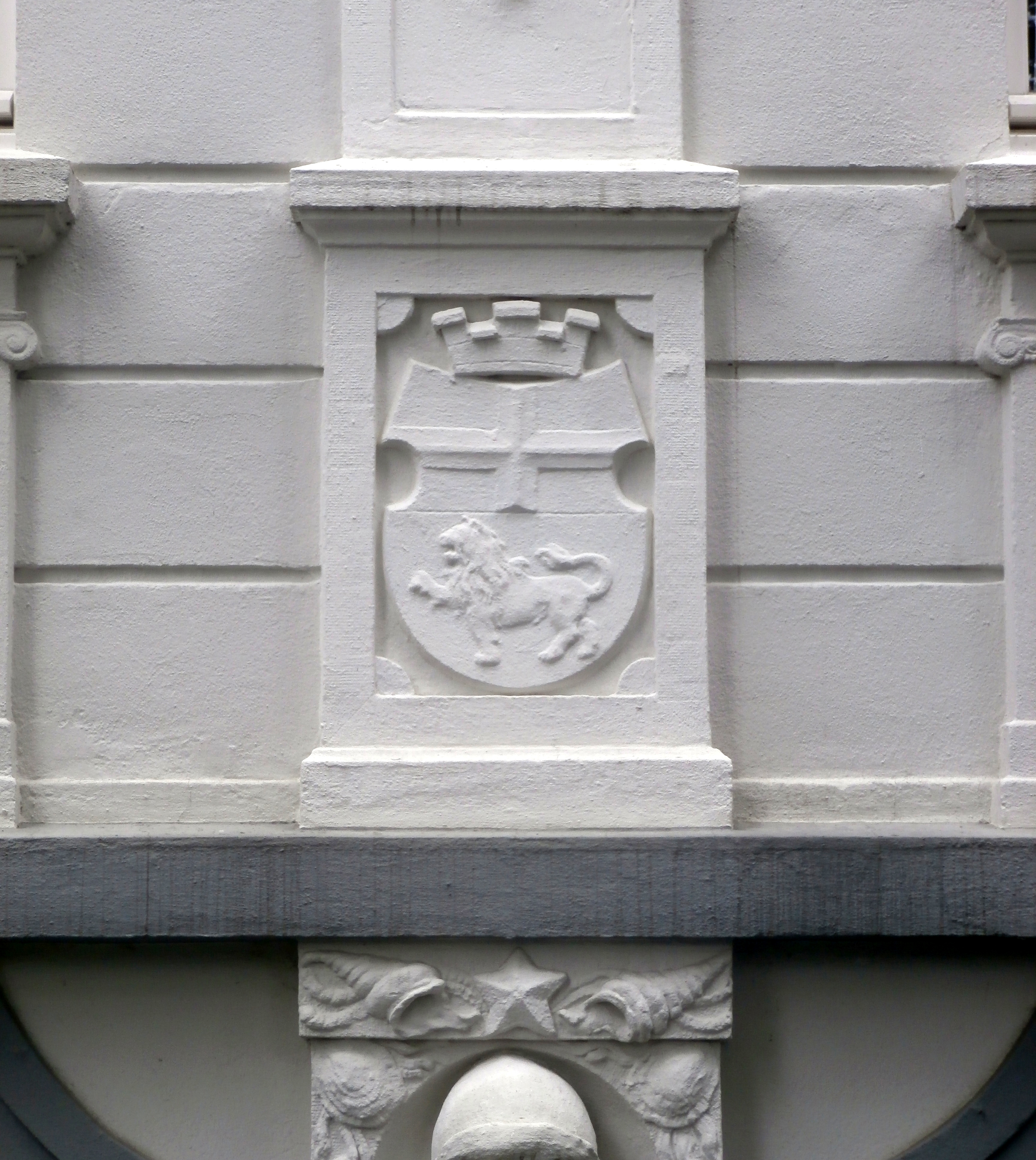
Relief des Bonner Stadtwappens